# Jesus Christ Airlines
Jesus Christ Airlines er en dansk dokumentarfilm fra 2001 med instruktion og manuskript af Lasse Jensen.

## Handling
De overtrådte loven mere end 5.000 gange. De blev bombet og beskudt - og de fløj trods mange vestlige regeringers ønske. De var katolikker og protestanter med den danske præst Viggo Mollerup og den irske pater Tony Byrne i spidsen - og en skare af fandenivoldske piloter. Filmen er historien om verdens mest usædvanlige luftfartsselskab, som reddede mere end 1 million mennesker fra sultedøden i Biafra i årene 1968-70. Det er en aktuel historie, som er relevant for diskussionen om, hvad man kan og ikke kan gøre for at hjælpe nødstedte, som befinder sig i midten af en betændt politisk situation. Hvad enten det er i Afghanistan, Afrika eller på Balkan.